# Бенжамен Массінг
Бенжамен Массінг (фр. Benjamin Massing, 20 червня 1962, Едеа — 9 грудня 2017, Едеа) — камерунський футболіст, що грав на позиції захисника. Відомий за виступами в низці камерунських клубів та за французький клуб «Кретей», а також у сладі національної збірної Камеруну.

## Клубна кар'єра
Бенжамен Массінг у дорослому футболі дебютував 1986 року виступами за команду «Діамант» з Яунде. Після проведеного сезону в складі столичного клубу Массінг у 1987 році став гравцем французького клубу «Кретей». У складі команди з Кретея камерунський захисник грав до кінця 1991 року, та зіграв у його складі 41 матч у чемпіонаті.
У 1992 році Бенжамен Массінг повернувся на батьківщину, де став гравцем команди «Олімпік» (Мвольє), і в кінці року завершив виступи на футбольних полях.

## Виступи за збірну
У 1987 році Бенжамен Массінг дебютував у складі національної збірної Камеруну. Наступного року Массінг у складі збірної став учасником Кубка африканських націй 1988 року у Марокко, здобувши того року титул континентального чемпіона. У 1990 році Бенжамен Массінг у складі камерунської збірної брав участь у чемпіонату світу з футболу в Італії, на якому в першому ж матчі зі збірною Аргентини, в якому камерунська збірна здобула сенсаційну перемогу, був вилучений з поля. У тому ж році Массінг у складі збірної брав участь у Кубку африканських націй в Алжирі. У 1992 році Бенжамен Массінг брав участь у Кубка африканських націй у Сенегалі, після якого завершив кар'єру у збірній. Загалом протягом кар'єри у національній команді провів у її формі 21 матч, забивши 1 гол.
Помер Бенжамен Массінг 9 грудня 2017 року на 56-му році життя у своєму рідному місті Едеа.

## Титули і досягнення
- Переможець Кубка африканських націй: 1988